# FIFA 22
FIFA 22 este un joc video de simulare a fotbalului ca parte a seriei FIFA Electronic Arts. Jocul a fost lansat pe 1 octombrie 2021 pentru PlayStation 4, PlayStation 5, Xbox One, Xbox Series X/S, Nintendo Switch și Microsoft Windows.